# Le Plessier-Rozainvillers
Le Plessier-Rozainvillers är en kommun i departementet Somme i regionen Hauts-de-France i norra Frankrike. Kommunen ligger i kantonen Moreuil som tillhör arrondissementet Montdidier. År 2022 hade Le Plessier-Rozainvillers 765 invånare.

## Befolkningsutveckling
Antalet invånare i kommunen Le Plessier-Rozainvillers
| Referens: INSEE |